# Nutrijent
Nutrijent je kemikalija, koja je potrebna organizmu za život i rast, ili tvar, koja se koristi u metabolizmu organizma i koja se unesi iz okoline.
Nutrijenti se koriste za nastanak i popravak tkiva, regulaciju tjelesnih procesa i kao izvor energije. Metode unosa nutrijenata variraju, dok životinje i protisti konzumiraju hranu i probavljuju je, većina biljki unosi nutrijente direktno iz tla kroz korijenje ili iz atmosfere.
Organski nutrijenti obuhvaćaju ugljikohidrate, masti, bjelančevine (ili njihove gradivne blokove, aminokiseline), i vitamine. Neorganske kemijska tvari kao što su minerali, voda i kisik također se smatraju nutrijentima.
Nutrient se smatra esencijalnim ako je neophodno unositi ga iz vanjskih izvora, bilo zato što ga organizam ne može sintetizirati ili ga može, ali u nedovoljnim količinama. Nutrijenti koji su potrebni u vrlo malim količinama su mikronutrijenti, dok se oni potrebni u velikim količinama zovu makronutrijenti. Djelovanje nutrijenata je ovisno od doze.